# Cynolebias attenuatus
Cynolebias attenuatus es una especie de pez de la familia de los rivulinos en el orden de los ciprinodontiformes.

## Morfología
Los machos pueden alcanzar los 10,5 cm de longitud total y las hembras los 7,08 cm.

## Distribución geográfica
Se encuentran en Sudamérica: Brasil.